# 梅江镇 (秀山县)
梅江镇，是中华人民共和国重庆市秀山土家族苗族自治县下辖的一个乡镇级行政单位。渝怀铁路经过该镇，且在梅江站及其东部属广州铁路集团管辖。

## 行政区划
梅江镇下辖以下地区：
邑中社区、八幅村、新营村、财塘村、关田村、新联村、吏目村、两路村、兴隆坳村、坪南村、凯干村、三角村、晏龙村和民族村。

## 中国传统村落
2012年，民族村被评为首批“中国传统村落”。